# Michel Corrette
Michel Corrette (Rouen, 10 aprile 1707 – Parigi, 21 gennaio 1795) è stato un organista, compositore e insegnante francese. È ricordato per i numerosi metodi scritti per lo studio della tecnica di molti strumenti, fra cui i primi metodi per violoncello e per viola.

## Biografia
Suo padre Gaspard Corrette era anch'egli compositore e organista. Poco si conosce della vita di Michel. Si unì in nozze con Marie-Catherine Morize l'8 gennaio del 1733, dal quale matrimonio ebbe una figlia, Marie-Anne (1734 - 1822 circa), e un figlio, Pierre-Michel (1744 - 1801), che diventò pure lui organista. Agli albori della sua carriera musicale Michel è attivo dal 1732 al 1739 come direttore musicale della Foire St. Germain e della Foire St. Laurent di Parigi, dove si occupò della composizione di divertissements (divertimenti) per opere comiche. Nel 1737, sempre nella capitale francese, divenne organista presso la chiesa di St. Marie, carica che mantenne sino al 1790. Nel 1758 aveva assunto la medesima posizione al Grand Collège dell'Ordine dei Gesuiti di Parigi, dove era rimasto fino al suo allontanamento, avvenuto quattro anni dopo, ossia nel 1762. È noto da un passo del suo metodo per contrabbasso che viaggiò in Inghilterra prima del 1773. Infine, nel 1776, divenne organista presso il Duca di Angoulême e 15 anni dopo morì a Parigi a 87 anni.

## Musica
Corrette fu un compositore prolifico. Scrisse balletti, divertimenti per il palcoscenico (fra i quali si ricordano Arlequin, Armide, le Jugement e Midas, les Âges, Nina e Parsée); compose molti concerti, tra cui i 25 concertos comiques e svariati concerti per organo, nonché sonate, canzoni, lavori da camera, pezzi per clavicembalo, cantate e altri lavori sacri vocali.

## Insegnamento
Oltre alle sue composizioni, Corrette si dedicò anche all'organizzazione di eventi concertistici e all'insegnamento della musica, ed è ricordato per l'apporto dato alla codificazione della tecnica di numerosi strumenti. I suoi metodi noti sono:
- L'École d'Orphée, Méthode de violon dans le goût Français et Italien (1738; 2ª ed. 1779).
- Méthode de flûte (1740, riedito 1773).
- Méthode, thèorique et pratique pour apprendre en peu de temps le violoncelle dans sa perfection (1741, 1783).
- Méthode de par-dessus de viole à 5 et à 6 cordes avec des Leçons à I. et II. Parties (1748).
- Les Amusemens du Parnasse, Méthode courte et facile pour apprendre à toucher le clavecin (1749, 1779).
- Le Maître de clavecin pour l'accompagnement (1753, c. 1775, 1790).
- Prototipes contenant des leçons d'Accompagnement par demandes et par réponses (1754, 1762, 1775).
- Le Parfait maître à chanter (Metodo di solfeggio cantato) (1758, 1782).
- Les Dons d'Apollon, méthode de guitare par musique et tablature (1762).
- Nouvelle méthode de mandoline (1772).
- Méthodes de contre-basse à 3, à 4, à 5 cordes, de la quinte ou alto et de la viole d’Orphée (1773).
- Méthode de harpe (1774), perduto.
- La gamme du hautbois et du basson (1776), perduto.
- Méthode de quinte ou alto (1785), perduto.
- L'Art de se perfectionner dans le violon (1782).
- La Belle Vielleuse, Méthode de vielle (1783, c.1825).
- Le Berger Galant, Méthode de flûte à bec (1784), perduto.

Fra questi spiccano i titoli L'Art de se perfectionner sur le violon ("L'arte di perfezionarsi sul violino"), Le Parfait Maître à chanter ("Il perfetto maestro di canto") e L'école d'Orphée (La scuola di Orfeo), un trattato per violino che descrive gli stili musicali italiano e francese.
Queste opere pedagogiche di Corrette sono molto importanti per la prassi esecutiva storica perché danno la possibilità di conoscere le tecniche dell'epoca. Il Méthode, théorique et pratique pour apprendre en peu de temps le violoncelle dans sa perfection risulta particolarmente importante in quanto è il primo metodo per violoncello conosciuto, in cui vengono codificate le basi della tecnica violoncellistica tuttora adottata.